# Amtsgericht Dippoldiswalde
Das Amtsgericht Dippoldiswalde ist ein Gericht der ordentlichen Gerichtsbarkeit und eines der 25 Amtsgerichte im Freistaat Sachsen.

## Gerichtssitz und -bezirk
Der Gerichtsbezirk des Amtsgerichts Dippoldiswalde umfasst das Gebiet des ehemaligen Weißeritzkreises. (§ 1 Abs. 4, Anlage Nr. 6 Sächsisches Justizgesetz). Das Gericht hat seinen Sitz in Dippoldiswalde, Kirchplatz 8. Dem Gericht unterstehen auch die sich im Gebiet des ehemaligen Weißeritzkreises befindlichen Schiedsstellen mit ihren Friedensrichtern. Dem Amtsgericht Dippoldiswalde ist das Landgericht Dresden unmittelbar übergeordnet. Zuständiges Oberlandesgericht ist das Oberlandesgericht Dresden.

## Geschichte
In Dippoldiswalde bestand bis 1879 das Gerichtsamt Dippoldiswalde als Eingangsgericht. Im Rahmen der Reichsjustizgesetze wurden zum 1. Oktober 1879 im Königreich Sachsen die Gerichtsämter aufgehoben und Amtsgerichte, darunter das Amtsgericht Dippoldiswalde, geschaffen. Der Gerichtssprengel umfasste Dippoldiswalde, Bärenklause, Beerwalde, Berreuth, Börnchen bei Dippoldiswalde, Borlas, Brösgen, Cunnersdorf bei Dippoldiswalde, Elend, Gombsen, Großoelsa mit Neuölsa, Hänichen, Hausdorf, Hermsdorf bei Dippoldiswalde, Hirschbach, Höckendorf, Johnsbach (Ober- und Nieder-) mit Bärenhecke, Kautzsch mit Kleinkautzsch und Zscheckwitz, Kipsdorf, Kleba mit Kleinkleba, Kleincarsdorf, Kreischa mit Eichberg und Kleinkreischa, Luchau, Lungkwitz, Malter, Naundorf bei Dippoldiswalde mit Unternaundorf, Niederfrauendorf, Niederpöbel, Obercarsdorf, Obercunnersdorf, Oberfrauendorf, Oberhäslich, Paulsdorf, Paulshain, Possendorf, Quohren mit Häusern im Grunde, Reichstädt (Ober- und Nieder-), Reinberg mit Lichteneichen und Vorwerk Oberheslich, Reinhardtsgrimma mit neuen Häusern, Reinholdshain, Ruppendorf, Sadisdorf, Saida mit Vorwerk Kreischa, Schlottwitz, Schmiedeberg, Seifen mit Maltermühle, Seifersdorf, Spechtritz, Theisewitz, Ulberndorf, Wendischcarsdorf, Wilmsdorf mit Poisenhäusern, Wittgensdorf und die Forstreviere Höckendorf, Oberfrauendorf und Wendischcarsdorf. Das Amtsgericht Dippoldiswalde war eines von 15 Amtsgerichten im Bezirk des Landgerichtes Freiberg. Der Amtsgerichtsbezirk umfasste danach 23.911 Einwohner. Das Gericht hatte damals zwei Richterstellen und war damit eines der kleineren Amtsgerichte im Landgerichtsbezirk.
Mit der Verordnung zur Änderung von Gerichtsbezirken im Lande Sachsen vom 5. Mai 1951 wurden die Gerichtsbezirke in der DDR an die Landkreise angepasst. Der Sprengel des Amtsgerichts Dippoldiswalde war damit der alte Landkreis Dippoldiswalde. Mit der Verwaltungsreform von 1952 wurde das Amtsgericht Dippoldiswalde aufgehoben und das Kreisgericht Dippoldiswalde an seiner Stelle neu geschaffen. Gerichtssprengel war nun der Kreis Dippoldiswalde.
Nach dem Zusammenbruch der DDR wurden durch das Gerichtsorganisationsgesetz vom 30. Juni 1992 das Kreisgericht Dippoldiswalde aufgelöst und das Amtsgericht Dippoldiswalde mit Wirkung zum 1. Januar 1993 wieder eingerichtet. Zuständig wurde es für den damaligen Landkreis Dippoldiswalde und den Landkreis Freital, ab 1. August 1994 für den aus beiden Landkreisen neugebildeten Weißeritzkreis. Es wurde nunmehr dem Landgericht Dresden zugeordnet.

## Gerichtsgebäude

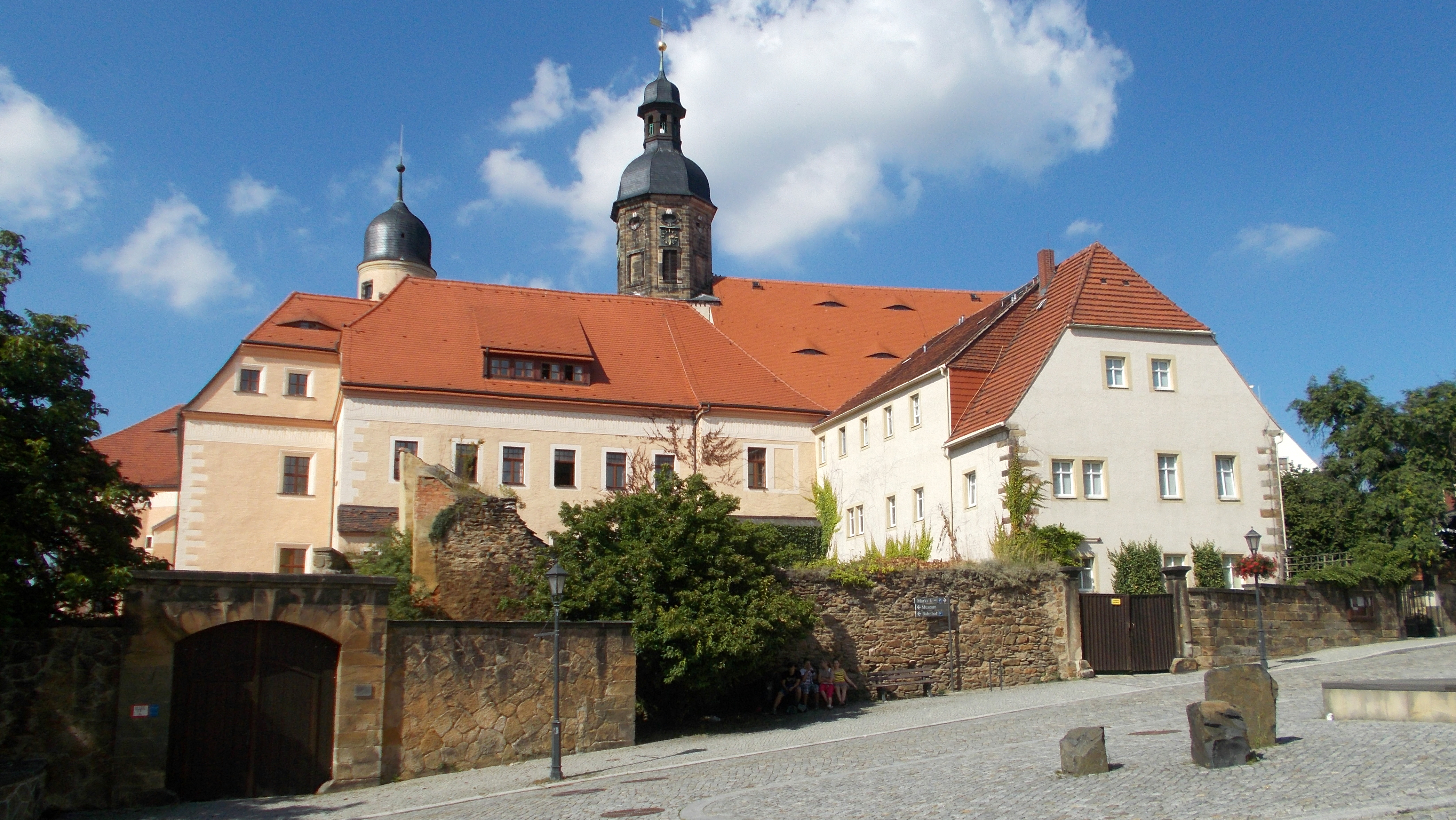
Schloss Dippoldiswalde (2013)

Das Amtsgericht nutzt das unter Denkmalschutz stehende Schloss Dippoldiswalde als Gerichtsgebäude.